# Tenue de soirée
Tenue de soirée is een Franse film van Bertrand Blier die werd uitgebracht in 1986.
De film deed het goed aan de Franse kassa: op zijn cultfilm Les Valseuses (1974) na was het Bliers meest succesrijke film. Blier werkte hier voor de vierde keer samen met zijn fetish acteur Gérard Depardieu.

## Verhaal
In een café is Monique bezig haar vriend Antoine de huid vol te schelden. In haar ogen is hij een nietsnut, een angsthaas en een mislukkeling. Ze verwijt hem vooral hun armzalig leven in een uitgeleefde caravan. Antoine laat al haar beledigingen over zich heen gaan en weet niets beters te antwoorden dan dat hij haar graag ziet. 
Plotseling komt Bob tussen: hij verkoopt haar een ferme oorvijg en hij gooit haar een bundel bankbiljetten achterna. Bob, een charmante babbelaar, vertelt het verbouwereerde koppel dat hij veel geld verdient met inbraken in chique villa's en hij neemt hen op sleeptouw naar een residentiële wijk. Bob is zo overrompelend dat hij hen overtuigt samen binnen te breken in een villa. 
Vanaf dat ogenblik verandert hun leven helemaal en vormen ze een onafscheidelijk trio. Andere inbraken volgen. Algauw blijkt Bob meer geïnteresseerd in Antoine dan in Monique.

## Rolverdeling
| Acteur                 | Personage                      |
| ---------------------- | ------------------------------ |
| Michel Blanc           | Antoine                        |
| Gérard Depardieu       | Bob                            |
| Miou-Miou              | Monique                        |
| Michel Creton          | Pedro                          |
| Jean-Pierre Marielle   | de rijke depressieve man       |
| Jean-Yves Berteloot    | de man van de nachtclub        |
| Bruno Cremer           | de kunstliefhebber             |
| Caroline Sihol         | de vrouw van de rijke man      |
| Mylène Demongeot       | de vrouw van het koppel in bed |
| Jean-François Stévenin | de man van het koppel in bed   |